# ويكيبيديا الصربية الكرواتية
ويكيبيديا الصربو-كرواتية (الصربية الكرواتية:Српскохрватска Википедија ،Srpskohrvatska Wikipedija) هي النسخة الصربو-كرواتية من موسوعة ويكيبيديا.

## التاريخ
أطلقت ويكيبيديا الصربية الكرواتية في 16 يناير 2002 على العنوان sh.wikipedia.com، وانتقلت إلى عنوانها الحالي sh.wikipedia.org في 23 ديسمبر 2002. في 12 ديسمبر 2002، تأسست ويكيبيديا بوسنية منفصلة. في 16 فبراير 2003، أطلقت ويكيبيديتين كرواتية وصربية منفصلة.
في سبتمبر 2014، كانت ويكيبيديا الصربية الكرواتية ثاني أكبر ويكيبيديا سلافية جنوبية بعد ويكيبيديا الصربية.[بحاجة لمصدر] في عام 2017، كانت أول نسخة سلافية جنوبية والسلافية الرابعة عامة وتملك 440 ألف مقالة (7.6٪ من جميع المقالات السلافية، بعد الروسية 1.4 مليون والبولندية 1.24 مليون والأوكرانية 740 ألف)، متقدما على الصربية. اعتبارًا من مارس 2020، كانت ويكيبيديا الصربية الكرواتية هي الويكيبيديا السادسة والعشرون من حيث عدد المقالات.

## الإحصائيات
| عدد المستخدمين المسجلين | عدد المستخدمين النشيطين | عدد المقالات | صفحات المحتوى | عدد التعديلات | عدد الملفات المرفوعة | عدد الإداريين |
| ----------------------- | ----------------------- | ------------ | ------------- | ------------- | -------------------- | ------------- |
| 248٬130                 | 528                     | 460٬713      | 4٬625٬837     | 42٬444٬700    | 9٬936                | 8             |